# Sambor
Sambor ist ein Personenname.

## Herkunft und Bedeutung
Die Herkunft des Namens ist unklar. Er wurde für den pommerellischen Fürsten Sambor I. und dessen Nachkommen erwähnt. 
Sam- ist eventuell baltischer Herkunft und ist in slawischen Namen nicht gebräuchlich. Auch einer der Rügenfürsten trug diesen Namen. Nachdem Fürst Wizlaw II. bei einem Besuch in Norwegen gestorben war, wurden seine Söhne Wizlaw III. und Sambor III. 1302 gemeinsam Fürsten von Rügen. Sambor verstarb bereits 1304.
Im Slawischen würde sich die Bedeutung aus den beiden Wörtern „sam“ (alleine) und „bor“ (kämpfen) herleiten.

## Bekannte Namensträger
- Sambor I. (* um 1150; † 1207), ab 1187 Herzog von Pommerellen in seiner Funktion als polnischer Statthalter unter dem Supremat des Seniorherzogs zu Krakau
- Sambor II. (* um 1208; † 1277 oder 1278), von 1220 bis 1270 mit Unterbrechungen Herzog von Pommerellen in Liebschau und Dirschau

### Familiengeschlecht
- Samboriden (auch Sobiesławiden), im 12. und 13. Jahrhundert ein Herrschergeschlecht, das die pommerellischen Herzöge stellte